# 林蔭大道

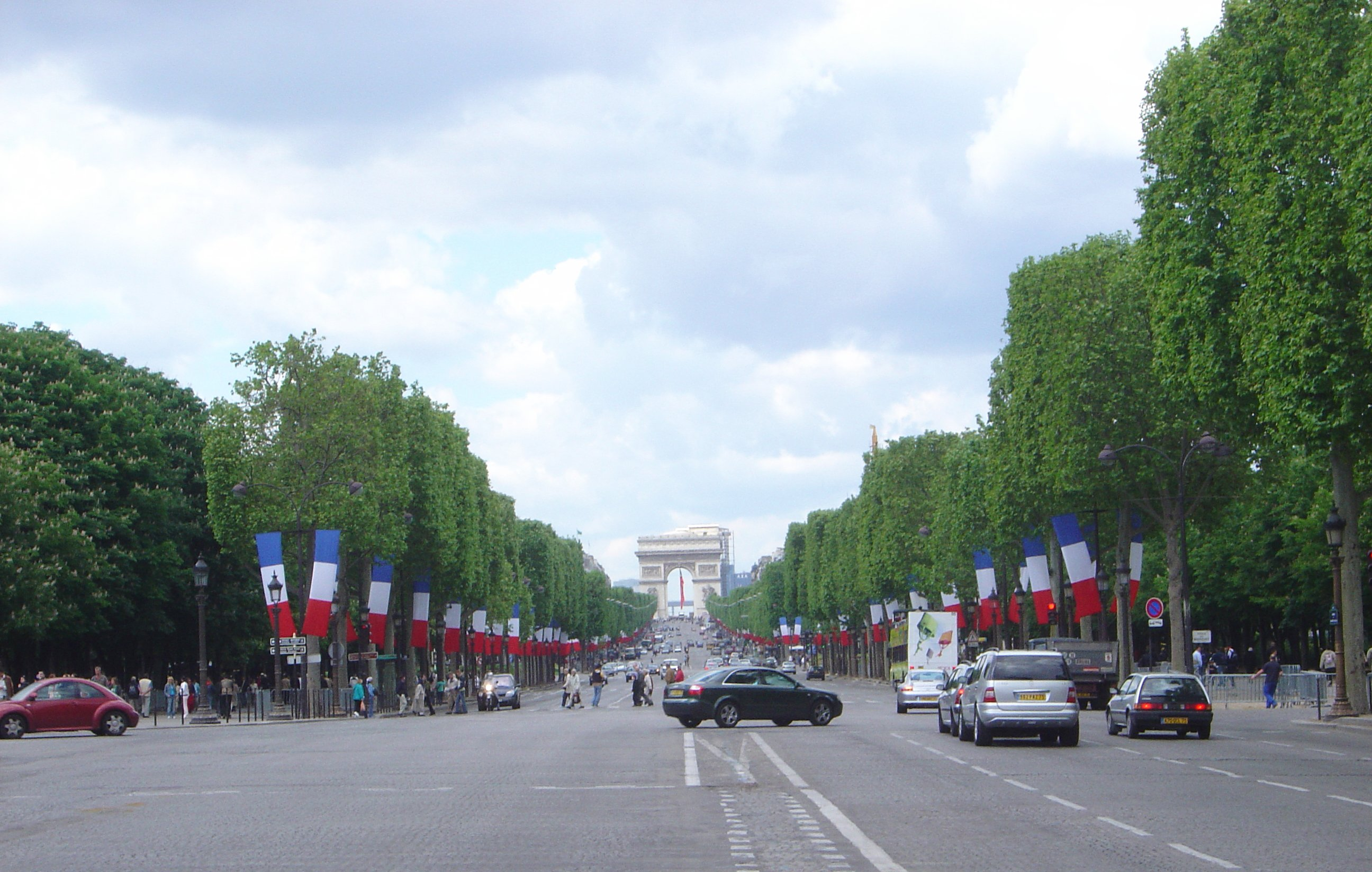
巴黎香榭麗舍大道

林蔭大道（英語：Avenue）是一種帶有行道樹和側路，寬度較寬的大街，一般大道為單向至少要有兩個車道，雙向至少要有四個車道，並有行人和單車專用道。大道最早起源於法國，其最著名的例子就是19世紀巴黎的香榭麗舍大道。20世紀之後，這種道路方式也開始在其他國家出現，特別是在歐陸曾經擁有城牆的城市，許多城牆都被拆除改建環形大道。

## 各地林蔭大道

### 臺灣
路寬大於40公尺之市區道路稱為大道，分有車輛快速通行導向的Boulevard，以及帶有側車道和人行道，路寬更寬的林蔭大道Avenue。
大道多數為平面道路，但有些改建為封閉式道路或高架道路，並有橋下平面道路，此類道路的英文翻譯會後綴為Blvd.例如：市民大道，新港社大道
林蔭大道以植物或樹木作中央分隔，通常具有大面積草坪，與最內車道之間無剛性柵欄，其道路有較低的速度限制，但也有路旁種植樹木，包圍中央車道，形成實質性的封閉式道路。

林蔭大道依車道數分類 排列至具有快速道的等級

林蔭大道具較少的車道立體化，少有坡度分離的交叉路口，一些地方使用專用車道採地下化穿越平面路口，行經市區的主線需要保留相鄰建築物的通道與安全距離，通常設為人行道，或有實體分隔的側車道替代路線，多平面路口使得交通不易續行，因此可能不被指定為快速道路，除非整段被指定為封閉式道路，或以交通號誌長時間管制。

### 中國大陸

#### 深圳
在深圳，有不少道路規劃為大道，最著名的為東西向的深南大道，和與之平行的北環大道及濱河大道（與其西邊的濱海大道）。此外，二線的一些道路也改造成大道，如龍崗大道、寶安大道等。

### 馬來西亞
馬來西亞的高速公路以大道命名，例如南北大道等。

## 書籍
- Jacobs, Allan B.; Elizabeth Macdonald; Yodan Rofé. . The MIT Press. 2003. ISBN 0-262-60023-4.